# Bruns Knoll
Koordinaten: 67° 24′ S, 10° 30′ W
Der Bruns Knoll ist ein Tiefseeberg im antarktischen Weddell-Meer. Er liegt weit vor der Prinzessin-Martha-Küste des ostantarktischen Königin-Maud-Lands.
Die Benennung des Felsens geht auf den Vermessungsingenieur und Glaziologen Heinrich Hinze vom Alfred-Wegener-Institut zurück und ist seit 1997 international anerkannt. Namensgeber ist der deutsche Mathematiker und Astronom Heinrich Bruns (1848–1919), der zur Entwicklung der theoretischen Geodäsie beitrug.